# Kanaat Bakoe
Het kanaat Bakoe was een Perzische vazalstaat op het gebied van het huidige Azerbeidzjan die bestond van 1747 tot 1806. De hoofdstad van het kanaat was Bakoe, de huidige hoofdstad van Azerbeidzjan aan de Kaspische Zee.

## Geschiedenis
Na de val van het Safawidenrijk in Perzië werd Bakoe in 1723 door het keizerrijk Rusland bezet. Gedurende deze tijd was Bakoe al kort onafhankelijk onder Dargah Quli Khan uit het huis der Afshariden. In 1735 werd de stad door Nadir Shah voor Perzië teruggewonnen. Na zijn dood werd het onafhankelijke kanaat Bakoe gesticht, met als eerste regent Mirza Muhammad Khan. Later werd het onderdeel van het machtigere kanaat Quba. In de jaren 1790 werd het weer onafhankelijk.
Op 13 juni 1796 voer een Russische vloot de Baai van Bakoe binnen. In de stad werd een garnizoen van het Russische leger ingekwartierd. Generaal Pavel Tsitsianov werd commandant van Bakoe. De Russische troepen verlieten de stad in 1797 op bevel van tsaar Paul I.
Tijdens de Russisch-Perzische Oorlog van 1804-1813 was tsaar Alexander van plan Bakoe in januari 1806 te annexeren. Tijdens de overdracht werd de verantwoordelijke generaal Tsitsianov vermoord, waardoor de integratie in het Russische Rijk uitgesteld werd tot oktober van hetzelfde jaar. Het Verdrag van Gulistan in 1813 bevestigde de status quo.

## Lijst van heersers
- 172?–1728 Dargah Quli Khan
- 1747–1768 Mirza Muhammad Khan
- 1768–1770 Fath `Ali Khan
- 1770–1772 Abd Allah Beg
- 1772–1783 Malik Muhammad Khan
- 1784–1791 Mirza Muhammad Khan
- 1791–1792 Muhammad Quli Khan
- 1792–1806 Husayn Quli Khan